# Мелліт
Мелліт — мінерал, водний мелат алюмінію.

## Загальний опис
Хімічна формула: Al2[C12O12]•18H2O. Містить (%): Al2O3 — 14,5; C4O2 — 41,4; H2O — 44,1. Сингонія тетрагональна, тетрагонально-трапецоедричний вид. Утворює пірамідальні кристали. Спайність недосконала. Густина 1,65. Твердість 2-3. Колір медово-жовтий, червонуватий, білий. Знайдений у родовищах бурого вугілля. Рідкісний. Від грецьк. «мелі» — мед. (K.Gmelin, 1793).